# Spas Dżewizow
Spas Andreew Dżewizow (bułg. Спас Андреев Джевизов; ur. 27 września 1955 w Płowdiwie) – bułgarski piłkarz grający na pozycji napastnika. W swojej karierze rozegrał 20 meczów i strzelił 3 bramki w reprezentacji Bułgarii.

## Kariera klubowa
Swoją karierę piłkarską Dżewizow rozpoczął w klubie Trakia Płowdiw. W sezonie 1974/1975 roku zadebiutował w nim w pierwszej lidze bułgarskiej. W 1976 roku odszedł do CSKA Sofia. W sezonach 1976/1977, 1977/1978 i 1978/1979 trzykrotnie z rzędu wywalczył z CSKA wicemistrzostwo Bułgarii. Następnie cztery razy z rzędu w latach 1980–1983 zostawał mistrzem tego kraju. W sezonie 1982/1983 zdobył też Puchar Bułgarii. W sezonie 1983/1984 został wicemistrzem Bułgarii. W sezonie 1979/1980 był królem strzelców bułgarskiej ligi z 23 strzelonymi golami.
W 1984 roku Dżewizow odszedł do Omonii Nikozja. W sezonie 1984/1985 wywalczył z Omonią mistrzostwo Cypru. W sezonie 1985/1986 został wicemistrzem Cypru, a w sezonie 1986/1987 – mistrzem oraz najlepszym strzelcem ligi (32 gole). W 1987 roku zakończył w Omonii swoją karierę.

## Kariera reprezentacyjna
W reprezentacji Bułgarii Dżewizow zadebiutował 25 stycznia 1976 roku w wygranym 3:1 towarzyskim meczu z Japonią, rozegranym w Tokio. Grał m.in. w: eliminacjach do MŚ 78, do Euro 80, do MŚ 82 i do Euro 84. Od 1976 do 1983 rozegrał w kadrze narodowej 20 meczów i strzelił 3 gole.

## Kariera trenerska
Po zakończeniu kariery piłkarskiej Dżewizow został trenerem. Dwukrotnie prowadził CSKA Sofia (1994–1995 i 2000) oraz cypryjski Alki Larnaka (2001).